# Symphyogyna paucidens
Symphyogyna paucidens là một loài rêu trong họ Pallaviciniaceae. Loài này được Stephani mô tả khoa học đầu tiên.
Danh pháp khoa học của loài này chưa được làm sáng tỏ. 